# Skilanglauf-Marathon-Cup 2012/13
Der Skilanglauf-Marathon-Cup 2012/13 war eine vom Weltskiverband FIS zwischen dem 16. Dezember 2012 und dem 10. März 2013 in Europa und Nordamerika ausgetragene Wettkampfserie im Skilanglauf. Die Wettbewerbe werden im Rahmen der Euroloppet-Serie bzw. Worldloppet-Serie veranstaltet.

## Austragungsorte
Livigno - La Sgambeda:
- 16. Dezember 2012

 Liberec - Isergebirgslauf:
- 13. Januar 2013

 Lienz - Dolomitenlauf:
- 20. Januar 2013

 Predazzo - Marcialonga:
- 27. Januar 2013

 Oberammergau - König-Ludwig-Lauf:
- 2. Februar 2013

 Mouthe - Transjurassienne:
- 10. Februar 2013

 Otepää - Tartu Maraton:
- 17. Februar 2013

 Hayward - American Birkebeiner:
- 23. Februar 2013

 Samedan - Engadin Skimarathon:
- 10. März 2013

## Teilnehmer
| Europa (19 Länder)                                                                                            | Europa (19 Länder)                                                                                 | Europa (19 Länder) |
| --- | -------------------------------------------------------------------------------------------------- | ------------------ |
| - Dänemark - Deutschland - Estland - Finnland - Frankreich - Irland - Italien - Lettland - Litauen - Norwegen | - Österreich - Russland - Schweden - Schweiz - Slowakei - Spanien - Tschechien - Ukraine - Belarus |                    |
| Amerika (3 Länder)                                                                                            | |                    |
| - Argentinien - Kanada                                                                                        | - Vereinigte Staaten                                                                               |                    |
| Asien (2 Länder)                                                                                              | |                    |
| - Kasachstan                                                                                                  | - Kirgisistan                                                                                      |                    |
| Ozeanien (1 Land)                                                                                             | |                    |
| - Neuseeland                                                                                                  | |                    |

## Männer

### Resultate
| 1. Skilanglauf-Marathon-Cup in Livigno - La Sgambeda | 1. Skilanglauf-Marathon-Cup in Livigno - La Sgambeda | 1. Skilanglauf-Marathon-Cup in Livigno - La Sgambeda | 1. Skilanglauf-Marathon-Cup in Livigno - La Sgambeda | 1. Skilanglauf-Marathon-Cup in Livigno - La Sgambeda |
| ---------------------------------------------------- | ---------------------------------------------------- | ---------------------------------------------------- | ---------------------------------------------------- | ---------------------------------------------------- |
| Datum                                                | Disziplin                                            | Erster Platz                                         | Zweiter Platz                                        | Dritter Platz                                        |
| 16. Dezember 2012 (So.)                              | 42 km Freistil                                       | Petter Northug                                       | Matti Heikkinen                                      | Toni Livers                                          |

| 2. Skilanglauf-Marathon-Cup in Liberec - Isergebirgslauf | 2. Skilanglauf-Marathon-Cup in Liberec - Isergebirgslauf | 2. Skilanglauf-Marathon-Cup in Liberec - Isergebirgslauf | 2. Skilanglauf-Marathon-Cup in Liberec - Isergebirgslauf | 2. Skilanglauf-Marathon-Cup in Liberec - Isergebirgslauf |
| -------------------------------------------------------- | -------------------------------------------------------- | -------------------------------------------------------- | -------------------------------------------------------- | -------------------------------------------------------- |
| Datum                                                    | Disziplin                                                | Erster Platz                                             | Zweiter Platz                                            | Dritter Platz                                            |
| 13. Januar 2013 (So.)                                    | 50 km Klassisch                                          | Anders Aukland                                           | Lukas Bauer                                              | Jørgen Aukland                                           |

| 3. Skilanglauf-Marathon-Cup in Lienz - Dolomitenlauf | 3. Skilanglauf-Marathon-Cup in Lienz - Dolomitenlauf | 3. Skilanglauf-Marathon-Cup in Lienz - Dolomitenlauf | 3. Skilanglauf-Marathon-Cup in Lienz - Dolomitenlauf | 3. Skilanglauf-Marathon-Cup in Lienz - Dolomitenlauf |
| ---------------------------------------------------- | ---------------------------------------------------- | ---------------------------------------------------- | ---------------------------------------------------- | ---------------------------------------------------- |
| Datum                                                | Disziplin                                            | Erster Platz                                         | Zweiter Platz                                        | Dritter Platz                                        |
| 20. Januar 2013 (So.)                                | 42 km Freistil 1                                     | Sergio Bonaldi                                       | Martin Bajcicak                                      | Petter Northug                                       |

| 4. Skilanglauf-Marathon-Cup im Val di Fiemme und Val di Fassa - Marcialonga | 4. Skilanglauf-Marathon-Cup im Val di Fiemme und Val di Fassa - Marcialonga | 4. Skilanglauf-Marathon-Cup im Val di Fiemme und Val di Fassa - Marcialonga | 4. Skilanglauf-Marathon-Cup im Val di Fiemme und Val di Fassa - Marcialonga | 4. Skilanglauf-Marathon-Cup im Val di Fiemme und Val di Fassa - Marcialonga |
| --------------------------------------------------------------------------- | --------------------------------------------------------------------------- | --------------------------------------------------------------------------- | --------------------------------------------------------------------------- | --------------------------------------------------------------------------- |
| Datum                                                                       | Disziplin                                                                   | Erster Platz                                                                | Zweiter Platz                                                               | Dritter Platz                                                               |
| 27. Januar 2013 (So.)                                                       | 70 km Klassisch                                                             | Jørgen Aukland                                                              | Stanislav Řezáč                                                             | Anders Aukland                                                              |

| 5. Skilanglauf-Marathon-Cup in Oberammergau - König-Ludwig-Lauf | 5. Skilanglauf-Marathon-Cup in Oberammergau - König-Ludwig-Lauf | 5. Skilanglauf-Marathon-Cup in Oberammergau - König-Ludwig-Lauf | 5. Skilanglauf-Marathon-Cup in Oberammergau - König-Ludwig-Lauf | 5. Skilanglauf-Marathon-Cup in Oberammergau - König-Ludwig-Lauf |
| --------------------------------------------------------------- | --------------------------------------------------------------- | --------------------------------------------------------------- | --------------------------------------------------------------- | --------------------------------------------------------------- |
| Datum                                                           | Disziplin                                                       | Erster Platz                                                    | Zweiter Platz                                                   | Dritter Platz                                                   |
| 2. Februar 2013 (Sa.)                                           | 50 km Freistil                                                  | Wettkampf abgesagt                                              | Wettkampf abgesagt                                              | Wettkampf abgesagt                                              |

| 6. Skilanglauf-Marathon-Cup in Mouthe - Transjurassienne | 6. Skilanglauf-Marathon-Cup in Mouthe - Transjurassienne | 6. Skilanglauf-Marathon-Cup in Mouthe - Transjurassienne | 6. Skilanglauf-Marathon-Cup in Mouthe - Transjurassienne | 6. Skilanglauf-Marathon-Cup in Mouthe - Transjurassienne |
| -------------------------------------------------------- | -------------------------------------------------------- | -------------------------------------------------------- | -------------------------------------------------------- | -------------------------------------------------------- |
| Datum                                                    | Disziplin                                                | Erster Platz                                             | Zweiter Platz                                            | Dritter Platz                                            |
| 10. Februar 2013 (So.)                                   | 76 km Freistil                                           | Benoît Chauvet                                           | Adrien Mougel                                            | Emilien Buisson                                          |

| 7. Skilanglauf-Marathon-Cup in Otepää - Tartu Maraton | 7. Skilanglauf-Marathon-Cup in Otepää - Tartu Maraton | 7. Skilanglauf-Marathon-Cup in Otepää - Tartu Maraton | 7. Skilanglauf-Marathon-Cup in Otepää - Tartu Maraton | 7. Skilanglauf-Marathon-Cup in Otepää - Tartu Maraton |
| ----------------------------------------------------- | ----------------------------------------------------- | ----------------------------------------------------- | ----------------------------------------------------- | ----------------------------------------------------- |
| Datum                                                 | Disziplin                                             | Erster Platz                                          | Zweiter Platz                                         | Dritter Platz                                         |
| 17. Februar 2013 (So.)                                | 63 km Klassisch                                       | Simen Håkon Østensen                                  | Jörgen Brink                                          | Anders Aukland                                        |

| 8. Skilanglauf-Marathon-Cup in Hayward - American Birkebeiner | 8. Skilanglauf-Marathon-Cup in Hayward - American Birkebeiner | 8. Skilanglauf-Marathon-Cup in Hayward - American Birkebeiner | 8. Skilanglauf-Marathon-Cup in Hayward - American Birkebeiner | 8. Skilanglauf-Marathon-Cup in Hayward - American Birkebeiner |
| ------------------------------------------------------------- | ------------------------------------------------------------- | ------------------------------------------------------------- | ------------------------------------------------------------- | ------------------------------------------------------------- |
| Datum                                                         | Disziplin                                                     | Erster Platz                                                  | Zweiter Platz                                                 | Dritter Platz                                                 |
| 23. Februar 2013 (Sa.)                                        | 52 km Klassisch                                               | Fabio Santus                                                  | Sergio Bonaldi                                                | Alan Martinelli                                               |

| 9. Skilanglauf-Marathon-Cup in Samedan - Engadin Skimarathon | 9. Skilanglauf-Marathon-Cup in Samedan - Engadin Skimarathon | 9. Skilanglauf-Marathon-Cup in Samedan - Engadin Skimarathon | 9. Skilanglauf-Marathon-Cup in Samedan - Engadin Skimarathon | 9. Skilanglauf-Marathon-Cup in Samedan - Engadin Skimarathon |
| ------------------------------------------------------------ | ------------------------------------------------------------ | ------------------------------------------------------------ | ------------------------------------------------------------ | ------------------------------------------------------------ |
| Datum                                                        | Disziplin                                                    | Erster Platz                                                 | Zweiter Platz                                                | Dritter Platz                                                |
| 10. März 2013 (So.)                                          | 42 km Freistil                                               | Pierre Guédon                                                | Cristian Zorzi                                               | Christophe Perrillat-Collomb                                 |

### Gesamtwertung
| Rang | Name                         | Punkte |
| ---- | ---------------------------- | ------ |
| 001. | Sergio Bonaldi               | 271    |
| 002. | Benoît Chauvet               | 227    |
| 003. | Anders Aukland               | 220    |
| 004. | Petr Novak                   | 219    |
| 005. | Fabio Santus                 | 177    |
| 006. | Simen Østensen               | 176    |
| 007. | Stanislav Řezáč              | 170    |
| 008. | Cristian Zorzi               | 166    |
| 009. | Jørgen Aukland               | 160    |
|      | Petter Northug               | 160    |
| 011. | Martin Bajčičák              | 147    |
| 012. | Florian Kostner              | 140    |
| 013. | Alan Martinelli              | 130    |
| 014. | Jörgen Brink                 | 109    |
| 015. | Pierre Guédon                | 100    |
| 016. | Christophe Perrillat-Collomb | 96     |
| 017. | Aljaksej Iwanou              | 93     |
| 018. | Martin Koukal                | 83     |
| 019. | Toni Livers                  | 80     |
|      | Lukáš Bauer                  | 80     |
|      | Matti Heikkinen              | 80     |
|      | Adrien Mougel                | 80     |
| 023. | Christoffer Callesen         | 78     |
| 024. | Marco Mühlematter            | 76     |
|      | Simone Paredi                | 76     |
| 026. | Børre Næss                   | 68     |
| 027. | Kjetil Hagtvedt Dammen       | 67     |
| 028. | Émilien Buisson              | 65     |
| 029. | Algo Kärp                    | 59     |
| 030. | Jerry Ahrlin                 | 56     |
| 031. | Ivar Tveiten                 | 52     |
| 032. | Jimmie Johnsson              | 50     |
|      | Remo Fischer                 | 50     |
| 034. | Geir Ludvig Aasen Ouren      | 46     |
|      | Svein Tore Sinnes            | 46     |
| 036. | Pietro Piller Cottrer        | 45     |
|      | Martin Hammer                | 45     |
| 038. | Jegor Sorin                  | 43     |
| 039. | Thomas Magne Henriksen       | 42     |
|      | Matthew Edward Liebsch       | 42     |
| 041. | Thomas Moriggl               | 41     |
| 042. | Aivar Rehemaa                | 40     |
|      | Eligius Tambornino           | 40     |
|      | Johan Kjølstad               | 40     |
| 045. | Morten Eide Pedersen         | 39     |
| 046. | Vadim Nesterov               | 37     |

| Rang | Name                    | Punkte |
| ---- | ----------------------- | ------ |
| 047. | Robin Duvillard         | 36     |
|      | Anders Södergren        | 36     |
|      | Kuanysh Kambarbaev      | 36     |
| 050. | Niklas Colliander       | 32     |
|      | Audun Laugaland         | 32     |
| 052. | Andrey Tyuterev         | 31     |
| 053. | Markus Ottosson         | 30     |
| 054. | Patrick Johnson         | 29     |
|      | Eldar Rønning           | 29     |
| 056. | Ioseba Rojo             | 26     |
|      | Sjarhej Dalidowitsch    | 26     |
|      | Espen Harald Bjerke     | 26     |
|      | Konstantin Glavatskikh  | 26     |
|      | Dmitriy Ozerskiy        | 26     |
| 061. | Brian Gregg             | 24     |
|      | Roman Furger            | 24     |
| 063. | Jérémie Millereau       | 22     |
|      | Stian Hølgaard          | 22     |
| 065. | Javier Gutierez         | 20     |
|      | Gérard Agnellet         | 20     |
|      | Raido Ränkel            | 20     |
|      | Aljaksandr Lasutkin     | 20     |
|      | Radek Sretr             | 20     |
|      | Oskar Svärd             | 20     |
| 071. | Mathias Inniger         | 18     |
|      | Thibault Mondon         | 18     |
|      | Iivo Niskanen           | 18     |
|      | Colin Rodgers           | 18     |
| 075. | Lars Suther             | 17     |
| 076. | Théo Pellegrini         | 16     |
|      | Anders Mølmen Høst      | 16     |
|      | Bryan Cook              | 16     |
|      | Alexander Bessmertnych  | 16     |
|      | Erwan Käser             | 16     |
|      | Anders Myrland          | 16     |
| 082. | Sylvan Ellefson         | 15     |
|      | Lari Lehtonen           | 15     |
|      | Bruno Debertolis        | 15     |
|      | Mikko Koutaniemi        | 15     |
|      | Martin Jäger            | 15     |
| 087. | Niklas Liederer         | 14     |
|      | Kristian Tettli Rennemo | 15     |
| 089. | Karl Nygren             | 14     |
| 090. | Giovanni Gullo          | 13     |
|      | Martin Stuge Bånerud    | 13     |
| 092. | Patrick O’Brien         | 12     |

| Rang  | Name                   | Punkte |
| ----- | ---------------------- | ------ |
|       | Valentin Gaillard      | 12     |
|       | Michael Eberharter     | 12     |
|       | Madis Vaikmaa          | 12     |
|       | Ivan Perrillat Boiteux | 12     |
| 097.  | Eugenio Bianchi        | 11     |
|       | Brenton Knight         | 11     |
|       | Andy Gerstenberger     | 11     |
|       | Martin Égraz           | 11     |
|       | Thomas Freimuth        | 11     |
| 0102. | Thomas Suter           | 10     |
|       | Samuel Naney           | 10     |
|       | Vicenc Vilarrubla      | 10     |
| 0105. | Andre Mets             | 9      |
|       | Vegard Kjølhamer       | 9      |
| 0107. | Toni Escher            | 8      |
|       | Karel Tammjärv         | 8      |
|       | Henrik Alm             | 8      |
|       | Gordon Vermeer         | 8      |
| 0111. | Oliver Burruss         | 7      |
|       | Iwan Alypow            | 7      |
|       | Wassili Rotschew       | 7      |
|       | Erik Øvsthus Bakkejord | 7      |
| 0115. | Bruno Carrara          | 6      |
|       | Matthew Briggs         | 6      |
|       | Daniel Tynell          | 6      |
|       | Timo Simonlatser       | 6      |
| 0119. | Dylan Mcguffin         | 5      |
|       | Fredrik Byström        | 5      |
| 0121. | Eric Wolcott           | 4      |
|       | Dajan Danuser          | 4      |
|       | Michail Sjamjonau      | 4      |
|       | Timo Juursalu          | 4      |
| 0125. | Leif Orin Zimmermann   | 3      |
|       | Anders Högberg         | 3      |
|       | Thomas Vestbø          | 3      |
|       | Lars Ljung             | 3      |
|       | Jury Astapenka         | 3      |
|       | Rasmus Pind            | 3      |
| 0131. | Tim Reynolds           | 2      |
|       | Fabian Schaad          | 2      |
|       | Tobias Karlsson        | 2      |
| 0134. | Klas Nilsson           | 1      |
|       | Andres Kollo           | 1      |
|       | Jan Krska              | 1      |

## Frauen

### Resultate
| 1. Skilanglauf-Marathon-Cup in Livigno - La Sgambeda | 1. Skilanglauf-Marathon-Cup in Livigno - La Sgambeda | 1. Skilanglauf-Marathon-Cup in Livigno - La Sgambeda | 1. Skilanglauf-Marathon-Cup in Livigno - La Sgambeda | 1. Skilanglauf-Marathon-Cup in Livigno - La Sgambeda |
| ---------------------------------------------------- | ---------------------------------------------------- | ---------------------------------------------------- | ---------------------------------------------------- | ---------------------------------------------------- |
| Datum                                                | Disziplin                                            | Erster Platz                                         | Zweiter Platz                                        | Dritter Platz                                        |
| 16. Dezember 2012 (So.)                              | 42 km Freistil                                       | Riitta-Liisa Roponen                                 | Kazjaryna Rudakowa                                   | Seraina Boner                                        |

| 2. Skilanglauf-Marathon-Cup in Liberec - Isergebirgslauf | 2. Skilanglauf-Marathon-Cup in Liberec - Isergebirgslauf | 2. Skilanglauf-Marathon-Cup in Liberec - Isergebirgslauf | 2. Skilanglauf-Marathon-Cup in Liberec - Isergebirgslauf | 2. Skilanglauf-Marathon-Cup in Liberec - Isergebirgslauf |
| -------------------------------------------------------- | -------------------------------------------------------- | -------------------------------------------------------- | -------------------------------------------------------- | -------------------------------------------------------- |
| Datum                                                    | Disziplin                                                | Erster Platz                                             | Zweiter Platz                                            | Dritter Platz                                            |
| 13. Januar 2013 (So.)                                    | 50 km Klassisch                                          | Walentyna Schewtschenko                                  | Seraina Boner                                            | Aino-Kaisa Saarinen                                      |

| 3. Skilanglauf-Marathon-Cup in Lienz - Dolomitenlauf | 3. Skilanglauf-Marathon-Cup in Lienz - Dolomitenlauf | 3. Skilanglauf-Marathon-Cup in Lienz - Dolomitenlauf | 3. Skilanglauf-Marathon-Cup in Lienz - Dolomitenlauf | 3. Skilanglauf-Marathon-Cup in Lienz - Dolomitenlauf |
| ---------------------------------------------------- | ---------------------------------------------------- | ---------------------------------------------------- | ---------------------------------------------------- | ---------------------------------------------------- |
| Datum                                                | Disziplin                                            | Erster Platz                                         | Zweiter Platz                                        | Dritter Platz                                        |
| 20. Januar 2013 (So.)                                | 42 km Freistil 1                                     | Olga Mikhailova                                      | Tatjana Mannima                                      | Antonella Confortola                                 |

| 4. Skilanglauf-Marathon-Cup im Val di Fiemme und Val di Fassa - Marcialonga | 4. Skilanglauf-Marathon-Cup im Val di Fiemme und Val di Fassa - Marcialonga | 4. Skilanglauf-Marathon-Cup im Val di Fiemme und Val di Fassa - Marcialonga | 4. Skilanglauf-Marathon-Cup im Val di Fiemme und Val di Fassa - Marcialonga | 4. Skilanglauf-Marathon-Cup im Val di Fiemme und Val di Fassa - Marcialonga |
| --------------------------------------------------------------------------- | --------------------------------------------------------------------------- | --------------------------------------------------------------------------- | --------------------------------------------------------------------------- | --------------------------------------------------------------------------- |
| Datum                                                                       | Disziplin                                                                   | Erster Platz                                                                | Zweiter Platz                                                               | Dritter Platz                                                               |
| 27. Januar 2013 (So.)                                                       | 70 km Klassisch                                                             | Seraina Boner                                                               | Laila Kveli                                                                 | Tatjana Jambajewa                                                           |

| 5. Skilanglauf-Marathon-Cup in Oberammergau - König-Ludwig-Lauf | 5. Skilanglauf-Marathon-Cup in Oberammergau - König-Ludwig-Lauf | 5. Skilanglauf-Marathon-Cup in Oberammergau - König-Ludwig-Lauf | 5. Skilanglauf-Marathon-Cup in Oberammergau - König-Ludwig-Lauf | 5. Skilanglauf-Marathon-Cup in Oberammergau - König-Ludwig-Lauf |
| --------------------------------------------------------------- | --------------------------------------------------------------- | --------------------------------------------------------------- | --------------------------------------------------------------- | --------------------------------------------------------------- |
| Datum                                                           | Disziplin                                                       | Erster Platz                                                    | Zweiter Platz                                                   | Dritter Platz                                                   |
| 2. Februar 2013 (Sa.)                                           | 50 km Klassisch                                                 | Wettkampf abgesagt                                              | Wettkampf abgesagt                                              | Wettkampf abgesagt                                              |

| 6. Skilanglauf-Marathon-Cup in Mouthe - Transjurassienne | 6. Skilanglauf-Marathon-Cup in Mouthe - Transjurassienne | 6. Skilanglauf-Marathon-Cup in Mouthe - Transjurassienne | 6. Skilanglauf-Marathon-Cup in Mouthe - Transjurassienne | 6. Skilanglauf-Marathon-Cup in Mouthe - Transjurassienne |
| -------------------------------------------------------- | -------------------------------------------------------- | -------------------------------------------------------- | -------------------------------------------------------- | -------------------------------------------------------- |
| Datum                                                    | Disziplin                                                | Erster Platz                                             | Zweiter Platz                                            | Dritter Platz                                            |
| 10. Februar 2013 (So.)                                   | 76 km Freistil                                           | Célia Bourgeois                                          | Stephanie Santer                                         | Walentyna Schewtschenko                                  |

| 7. Skilanglauf-Marathon-Cup in Otepää - Tartu Maraton | 7. Skilanglauf-Marathon-Cup in Otepää - Tartu Maraton | 7. Skilanglauf-Marathon-Cup in Otepää - Tartu Maraton | 7. Skilanglauf-Marathon-Cup in Otepää - Tartu Maraton | 7. Skilanglauf-Marathon-Cup in Otepää - Tartu Maraton |
| ----------------------------------------------------- | ----------------------------------------------------- | ----------------------------------------------------- | ----------------------------------------------------- | ----------------------------------------------------- |
| Datum                                                 | Disziplin                                             | Erster Platz                                          | Zweiter Platz                                         | Dritter Platz                                         |
| 17. Februar 2013 (So.)                                | 63 km Klassisch                                       | Sandra Hansson                                        | Stephanie Santer                                      | Ursina Badilatti                                      |

| 8. Skilanglauf-Marathon-Cup in Hayward - American Birkebeiner | 8. Skilanglauf-Marathon-Cup in Hayward - American Birkebeiner | 8. Skilanglauf-Marathon-Cup in Hayward - American Birkebeiner | 8. Skilanglauf-Marathon-Cup in Hayward - American Birkebeiner | 8. Skilanglauf-Marathon-Cup in Hayward - American Birkebeiner |
| ------------------------------------------------------------- | ------------------------------------------------------------- | ------------------------------------------------------------- | ------------------------------------------------------------- | ------------------------------------------------------------- |
| Datum                                                         | Disziplin                                                     | Erster Platz                                                  | Zweiter Platz                                                 | Dritter Platz                                                 |
| 23. Februar 2013 (Sa.)                                        | 52 km Klassisch                                               | Caitlin Gregg                                                 | Tatjana Mannima                                               | Caitlin Patterson                                             |

| 9. Skilanglauf-Marathon-Cup in Samedan - Engadin Skimarathon | 9. Skilanglauf-Marathon-Cup in Samedan - Engadin Skimarathon | 9. Skilanglauf-Marathon-Cup in Samedan - Engadin Skimarathon | 9. Skilanglauf-Marathon-Cup in Samedan - Engadin Skimarathon | 9. Skilanglauf-Marathon-Cup in Samedan - Engadin Skimarathon |
| ------------------------------------------------------------ | ------------------------------------------------------------ | ------------------------------------------------------------ | ------------------------------------------------------------ | ------------------------------------------------------------ |
| Datum                                                        | Disziplin                                                    | Erster Platz                                                 | Zweiter Platz                                                | Dritter Platz                                                |
| 10. März 2013 (So.)                                          | 42 km Freistil                                               | Riitta-Liisa Roponen                                         | Seraina Boner                                                | Anouk Faivre Picon                                           |